# Rafael Cruz (duchowny)
Rafael Tamboa-An Cruz (ur. 12 marca 1960 w Mapandan) – filipiński duchowny katolicki, biskup Baguio od 2024.

## Życiorys

### Prezbiterat
Święcenia kapłańskie otrzymał 8 września 1985 i został inkardynowany do archidiecezji Lingayen-Dagupan. Pracował głównie jako wykładowca i ojciec duchowny filipińskich uczelni (m.in. szkoły teologicznej przy Uniwersytecie Manilskim, Mary Help of Christians High School Seminary oraz Immaculate Conception School of Theology). W latach 2018–2022 był proboszczem parafii w Mangaldan, a w kolejnych latach kierował parafią w Malasiqui.

### Episkopat
20 czerwca 2024 papież Franciszek mianował go biskupem ordynariuszem diecezji Baguio. 7 września 2024 otrzymał święcenia biskupie, których mu udzielił arcybiskup Socrates Villegas.  Uroczysty ingres do katedry diecezji Baguio odbył się 17 września 2024.